# Liam Broady
Liam Tarquin Broady (Manchester, 4 januari 1994) is een tennisser uit het Verenigd Koninkrijk. Hij heeft nog geen ATP-toernooi gewonnen, wel deed hij al eens mee aan een grandslamtoernooi. Hij heeft nog geen challengers op zijn naam staan.
Hij is de jongere broer van Naomi Broady, tennisspeelster op de WTA-tour.
Broady speelde eenmaal (in 2018) voor het Britse Davis Cup-team – hij verloor zijn enkelspelpartij tegen de Spanjaard Albert Ramos Viñolas tijdens de eerste ronde van de Wereldgroep.

## Palmares
| Legenda                       | Legenda               |
| ----------------------------- | --------------------- |
| Grand Slam                    |                       |
| Olympische Spelen             |                       |
| tot 2009                      | vanaf 2009            |
| Tennis Masters Cup            | ATP Finals            |
| ATP Masters Series            | ATP Tour Masters 1000 |
| ATP International Series Gold | ATP Tour 500          |
| ATP International Series      | ATP Tour 250          |

### Enkelspel
| Nr.                  | Datum            | Toernooi | Ondergrond    | Tegenstander in finale | Score    | Details |
| -------------------- | ---------------- | -------- | ------------- | ---------------------- | -------- | ------- |
| Verloren challengers |                  |          |               |                        |          |         |
| 1.                   | 12 februari 2023 | Vilnius  | Hardcourt (i) | Zdeněk Kolář           | 6-4, 6-4 |         |

## Resultaten grote toernooien
| Legenda | Legenda                          |
| ------- | -------------------------------- |
| g.t.    | geen toernooi gehouden           |
| l.c.    | lagere categorie                 |
| –       | niet deelgenomen                 |
| G       | uitgeschakeld in de groepsfase   |
| 1R      | uitgeschakeld in de eerste ronde |
| 2R      | uitgeschakeld in de tweede ronde |
| 3R      | uitgeschakeld in de derde ronde  |
| 4R      | uitgeschakeld in de vierde ronde |
| KF      | uitgeschakeld in de kwartfinale  |
| HF      | uitgeschakeld in de halve finale |
| F       | de finale verloren               |
| W       | het toernooi gewonnen            |
| w-v     | winst/verlies-balans             |

### Enkelspel
| grandslamtoernooien  |      |     |      |      |      |      |    |
| Australian Open      | –    | –   | –    | –    | –    | –    | –  |
| Roland Garros        | –    | –   | –    | –    | –    | 1R   | –  |
| Wimbledon            | 2R   | 1R  | –    | 1R   | –    | g.t. | 2R |
| US Open              | –    | –   | –    | –    | –    | –    |    |
| ATP Masters 1000     |      |     |      |      |      |      |    |
| Indian Wells         | –    | –   | –    | –    | –    | g.t. |    |
| Miami                | –    | –   | –    | 2R   | –    | g.t. | 1R |
| Monte Carlo          | –    | –   | –    | –    | –    | g.t. | –  |
| Madrid               | –    | –   | –    | –    | –    | g.t. | –  |
| Rome                 | –    | –   | –    | –    | –    | –    | –  |
| Montreal/Toronto     | –    | –   | –    | –    | –    | g.t. |    |
| Cincinnati           | –    | –   | –    | –    | –    | –    |    |
| Shanghai             | –    | –   | –    | –    | –    | g.t. |    |
| Parijs               | –    | –   | –    | –    | –    | –    |    |
| olympisch            |      |     |      |      |      |      |    |
| Olympische Spelen    | g.t. | –   | g.t. | g.t. | g.t. | g.t. | 3R |
| statistieken         |      |     |      |      |      |      |    |
| totaal aantal titels | 0    | 0   | 0    | 0    | 0    | 0    | 0  |
| eindejaarsranking    | 301  | 302 | 170  | 273  | 240  | 188  |    |

### Dubbelspel
| grandslamtoernooien  |     |      |      |      |     |      |      |      |      |    |
| Australian Open      | –   | –    | –    | –    | –   | –    | –    | –    | –    | –  |
| Roland Garros        | –   | –    | –    | –    | –   | –    | –    | –    | –    | –  |
| Wimbledon            | 1R  | –    | –    | 1R   | –   | –    | 2R   | 1R   | g.t. | 1R |
| US Open              | –   | –    | –    | –    | –   | –    | –    | –    | –    |    |
| ATP Masters 1000     |     |      |      |      |     |      |      |      |      |    |
| Indian Wells         | –   | –    | –    | –    | –   | –    | –    | –    | g.t. |    |
| Miami                | –   | –    | –    | –    | –   | –    | –    | –    | g.t. | –  |
| Monte Carlo          | –   | –    | –    | –    | –   | –    | –    | –    | g.t. | –  |
| Madrid               | –   | –    | –    | –    | –   | –    | –    | –    | g.t. | –  |
| Rome                 | –   | –    | –    | –    | –   | –    | –    | –    | –    | 2R |
| Montreal/Toronto     | –   | –    | –    | –    | –   | –    | –    | –    | g.t. |    |
| Cincinnati           | –   | –    | –    | –    | –   | –    | –    | –    | –    |    |
| Shanghai             | –   | –    | –    | –    | –   | –    | –    | –    | g.t. |    |
| Parijs               | –   | –    | –    | –    | –   | –    | –    | –    | –    |    |
| olympisch            |     |      |      |      |     |      |      |      |      |    |
| Olympische Spelen    | –   | g.t. | g.t. | g.t. | –   | g.t. | g.t. | g.t. | g.t. | –  |
| statistieken         |     |      |      |      |     |      |      |      |      |    |
| totaal aantal titels | 0   | 0    | 0    | 0    | 0   | 0    | 0    | 0    | 0    | 0  |
| eindejaarsranking    | 917 | 441  | 292  | 368  | 305 | 803  | 219  | 382  | 319  |    |